# Harumi Hiroyama
Harumi Hiroyama (Japans: 弘山晴美, Hiroyama Harumi) (Naruto, 2 september 1968) is een Japanse langeafstandsloopster, die gespecialiseerd is in de marathon.

## Loopbaan
Aan het begin van haar sportcarrière concentreerde Harumi zich op de baanatletiek en werd op de wereldkampioenschappen van 1997 in Athene achtste op de 5000 m. Dat jaar liep ze op deze afstand in 15.07,75 een Japans record, dat ze een jaar later naar beneden toe bijstelde tot 15.03,67.  Bij de wereldkampioenschappen in 1999 in Sevilla werd ze vierde op de 10.000 m.
In 2000 liep Harumi Hiroyama haar persoonlijk record van 2:22.56 op de marathon. Op de Olympische Spelen van Sydney in 2000 eindigde ze op de 10.000 m op de twintigste plaats. Vier jaar later op Olympische Spelen van Athene behaalde ze een achttiende plaats op deze afstand.
In 2002 werd Hiroyama wederom tweede op de marathon van Osaka en in 2006 derde. Op het IAAF wereldkampioenschap marathon 2005 in Helsinki behaalde ze een achtste plaats.
Hiroyama won in 2006 de marathon van Nagoya en in 2007 werd ze in deze wedstrijd tweede.

## Titels
- Japans kampioene 3000 m - 1992, 1993, 1994
- Japans kampioene marathon - 2000

## Persoonlijke records
Baan
| Onderdeel | Prestatie               | Datum           | Plaats    |
| --------- | ----------------------- | --------------- | --------- |
| 1500 m    | 4.11,10                 | 29 april 1994   | Hiroshima |
| 3000 m    | 8.50,40 (ex-nat. rec.)  | 29 juni 1994    | Helsinki  |
| 5000 m    | 15.03,67 (ex-nat. rec.) | 5 augustus 1998 | Stockholm |
| 10.000 m  | 31.22,72                | 5 oktober 1997  | Tokio     |

Weg
| Onderdeel | Prestatie | Datum           | Plaats   |
| --------- | --------- | --------------- | -------- |
| 10 km     | 32.37     | 5 februari 2006 | Marugame |
| 15 km     | 49.25     | 3 februari 2008 | Marugame |
| 20 km     | 1:06.31   | 6 januari 2005  | Miyazaki |
| 25 km     | 1:24.31   | 12 maart 2006   | Nagoya   |
| 30 km     | 1:41.15   | 27 januari 2002 | Osaka    |
| marathon  | 2:22.56   | 30 januari 2000 | Osaka    |

## Prestaties

### 3000 m
- 1994:  Aziatische Spelen

### 5000 m
- 1997: 8e WK - 15.21,19
- 1997:  Oost-Aziatische Spelen

### 10.000 m
- 1999: 4e WK - 31.26,84
- 2000: 20e OS - 32.24,17
- 2004: 18e OS - 32.15,12

### 10 Eng. mijl
- 1994:  Kasumigaura 10 mile - 55.08

### halve marathon
- 1996:  halve marathon van Sendai - 1:10.58
- 2002:  Ageo City Half Marathon - 1:12.14

### marathon
- 1998:  marathon van Nagoya - 2:28.12
- 2000:  Marathon van Osaka - 2:22.56
- 2001: 12e Londen Marathon - 2:29.01
- 2002:  Aziatische Spelen in Busan - 2:34.44
- 2002:  Marathon van Osaka - 2:24.34
- 2004: 5e marathon van Osaka - 2:31.07
- 2005:  Marathon van Osaka - 2:25.56
- 2005: 8e WK in Helsinki - 2:25.46
- 2006:  marathon van Nagoya - 2:23.26
- 2006:  marathon van Shanghai - 2:32.33
- 2007:  marathon van Nagoya - 2:28.55
- 2007:  marathon van Sapporo - 2:33.39
- 2008: 9e marathon van Nagoya - 2:29.50
- 2009: 10e marathon van Tokio - 2:35.39